# Мінералогічні заповідники
Мінералогічні заповідники (рос. минералогические заповедники, англ. mineralogical reserves; нім. Mineralschutzgebiete n pl, Mineralschutzparke m pl) – території, відведені для збереження в природному стані унікальних геолого-мінералогічних еталонів природи, які мають наукову і навчально-просвітницьку цінність.
Приклади: Кроноцький заповідник (Камчатка, РФ), Йєллоустонський національний парк (США).
В Україні мінеральна природа представлена у Карадазькому природному заповіднику НАН України.